# 포일어울림도서관
포일어울림도서관은 경기도 의왕시에 있는 공립 도서관이다.

## 연혁
- 2021년 9월 30일 포일어울림도서관 개관